# Corvus florensis
Corvus florensis е вид птица от семейство Вранови (Corvidae). Видът е застрашен от изчезване.

## Разпространение
Видът е разпространен в Индонезия.